# TyfloCentrum Olomouc
TyfloCentrum Olomouc, o.p.s. je nezisková organizace poskytující od roku 2000 sociální a doplňkové služby občanům se zrakovým postižením na území Olomouckého kraje. Vedle Olomouce působí také na regionálních pracovištích v Přerově, Prostějově a v Šumperku. Společnost provozuje také sociální podnikání prostřednictvím sociální firmy Ergones, kde zaměstnává více než 90 % zaměstnanců se zdravotním, převážně zrakovým postižením.

## Registrované sociální služby
- Sociální rehabilitace
- Sociálně aktivizační služby
- Odborné poradenství

## Doplňkové služby
- Odstraňování architektonických a komunikačních bariér
- Technická podpora a půjčovna kompenzačních pomůcek